# Johannes Cellarius

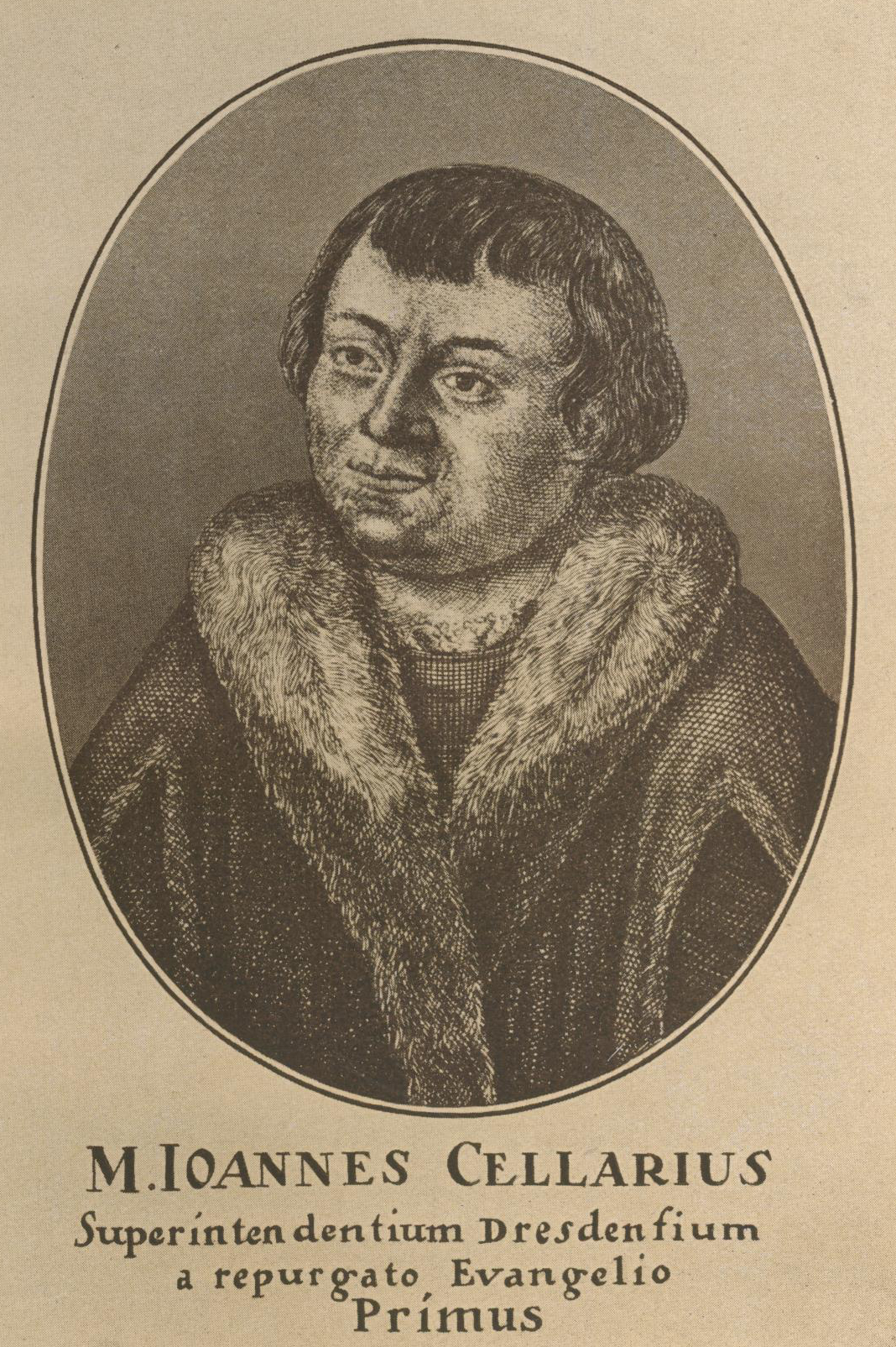
Johannes Cellarius auf einem zeitgenössischen Stich

Johannes Cellarius (* 1496 in Burgkunstadt, Franken; † 21. April 1542 in Dresden) war ein deutscher lutherischer Theologe und erster evangelischer Pfarrer von Dresden. Geboren als Johann Kellner, nannte sich Cellarius gelegentlich nach seinem Geburtsort auch Johannes Cellarius Gnostopolitanus.

## Leben
Cellarius kam als Sohn eines Sattlers in Burgkunstadt zur Welt. Er studierte unter anderem in Heidelberg und Löwen und schloss als Magister ab. Er war ein Schüler Johannes Reuchlins, mit dem er im Briefwechsel stand und den er 1518 auch zusammen mit einem Kommilitonen (Christoph Hack) besuchte. Im Jahr 1518 veröffentlichte Cellarius eine Grammatik des Hebräischen, Isagogicon in hebraeas literas. Vor 1519 unterrichtete er bereits Erasmus Alberus im Hebräischen.
Er war 1518 als Professor in Mainz und Tübingen sowie 1518 und 1519 in Heidelberg tätig. Die Universität Wittenberg versuchte im Mai 1519 vergeblich, Cellarius (langfristig) als Dozent für hebräische Sprachen einzustellen. Er ging stattdessen nach Leipzig, wo er bis 1521 als Professor für hebräische Sprache („professor orientalium linguarum publicus“) tätig war. In Leipzig traf Cellarius 1519 auch mit Martin Luther zusammen: Er schrieb 1519 einen Brief an Wolfgang Capito, in dem er über die Leipziger Disputation zwischen Johann Eck, Martin Luther und Karlstadt berichtete, der er beiwohnte. Der Brief wurde im gleichen Jahr bei Landsberg, Leipzig, veröffentlicht und auch in Johann Ecks Expurgatio … adversus criminationes F. Martini Lutter aufgenommen, das 1519 bei Grimm & Wirsung in Augsburg erschien. Luther hatte sich 1519 vor Cellarius’ Ruf an die Universität Leipzig in einem Brief an Georg Spalatin für Cellarius eingesetzt und so eine einmalige Besoldung des jungen Predigers durch Herzog Georg erwirken können.
Nach seiner Zeit in Leipzig lehrte Cellarius als Professor für orientalische Sprachen in Wittenberg. In Frankfurt am Main wirkte er ab 14. September 1529 als Pfarrer an der Katharinenkirche. Auf Geheiß des Rates der Stadt entwarf er die erste evangelische „Ordnung der öffentlichen Gottesverehrung und ein Abendmal-Formular“, die mehrfach geändert schließlich 1530 von den Geistlichen der Stadt (Dionysius Melander, Johann Bernhard, Petrus Combergk) unterzeichnet wurde. Auch der Rat der Stadt genehmigte die neue Frankfurter Kirchenordnung, bestand jedoch auf einem Halten des Abendmahls „mit einiger Zierde und Zucht“. Cellarius geriet daraufhin in Konflikt mit seinen Amtsbrüdern, hatte der Schüler Luthers doch andere Auffassungen von den kirchlichen Gebräuchen sowie dem Abendmahl. Er unterlag in dem Konflikt und wurde bereits 1532 durch einen Zwinglianer ersetzt. Möglicherweise durch Cellarius darauf aufmerksam gemacht, prangerte Martin Luther in der Folge in einer öffentlichen Warnschrift Rat und Gemeinde Frankfurts wegen ihres „zwinglischen“ Gottesdienstes an. Erasmus Alberus wiederum notierte in seiner Schrift Wider die verfluchte Lere der Carlstader und alle fürnemste Heubter der Sacramentirer …, dass Cellarius „von Franckfurt am Meyn durch die Sacramentschender vertrieben ward“.
Cellarius ging 1532 zunächst nach Wittenberg und wurde im gleichen Jahr als Prediger an St. Petri in Bautzen tätig. Hier lehrte er den evangelischen Glauben. Zudem heiratete er die Tochter eines gewissen Peter Happen; der Ehe entstammten mehrere Kinder, darunter der spätere Pfarrer in Glashütte Johann Kellner. Er kehrte 1538 für ein Jahr nach Frankfurt am Main zurück. Anschließend ging er nach Dresden, wo er am 27. Juni 1539 auf Vermittlung Martin Luthers durch den Rat der Stadt Dresden als Superintendent der Kreuzkirche eingesetzt wurde. Die Amtseinführung nahm dabei der herzogliche Hofprediger Paul Lindenau vor. Cellarius war der erste lutherische Pfarrer in Dresden. Melanchthon hatte Cellarius zuvor in seinem Gutachten […] über einige Prediger in den Landen des Herzogs Heinrich zu Sachsen als Kandidat für die Pfarrersstelle in Chemnitz gehandelt, da „diese statt […] eins vernunfftigen pastors [bedarff].“
Cellarius hielt am 6. Juli 1539 den ersten vollständigen evangelischen Gottesdienst in der Kreuzkirche, die damit als evangelische Hauptkirche der Stadt eingeweiht wurde. Die evangelische Messe wurde dabei auf Deutsch gehalten und das Abendmahl erstmals in Dresden in beiderlei Gestalt gereicht. Anwesend waren unter anderem Kurfürst Johann Friedrich und Herzog Heinrich. Der Tag wird als offizieller Beginn der Reformation im Herzogtum Sachsen bewertet, ersetzte Cellarius doch Prediger Dr. Peter Eyssenberg (auch Eisenberg), der das Abendmahl nicht nach evangelischem Ritus halten konnte bzw. wollte und daher von seinem Amt zurücktrat. Erste evangelische Predigten waren in Dresden zuvor am 23. April 1539 durch Paul Lindenau gehalten worden.
Cellarius wirkte in Dresden bis zu seinem Tod im April 1542. Herzog Moritz wurde Cellarius’ Tod beim Abendessen mit Philipp von Hessen mitgeteilt: „darüber Herzog Moritz hoch betrübet worden, also dass sein F. G. [Fürstlich Gnaden] den Abend uber tisch nicht hat essen mögen“. Cellarius wurde in der Frauenkirche beigesetzt. Im Chor der Kirche befand sich ein Holz-Epitaph für Cellarius, das den Toten kniend zeigte; zudem enthielt die Tafel eine Darstellung von Jesus, der über Tod und Hölle siegt.

## Werke
- Isagogicon Ioannis Cellarii Gnostopolitae, in Hebraeas literas: omnibus hebraicarum literarum candidatis non minus utile que necessarium. Anshelm, Hagenau 1518.
- Ad Wolphangum Fabritium Capitonem Theologie Doctorem et Concionatorem Basiliensem, Ioannis Cellarii Gnostopolitani Lipsie Hebraice lingue professoris, de vera et constanti serie theologice disputationis Lipsiace episcola. Lansberg, Leipzig 1519.[17]
- Elogium famosissimi viri Neminis Montani: Terre filii, Noctis et Cocyti fratris, publici Vittenberge iuvenum eruscatoris, ac utriusque lingue inscientissimi. Wolfgangus Monacensis, Leipzig 1519.
- Judicium De Martino Luthero. Lotter, Leipzig 1520.